# Cílix (ceràmica)

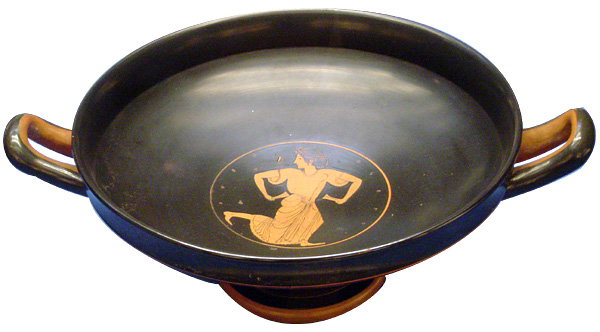
Cílix d'Euergides (c. 500 aC) del Museu Britànic, Londres

Una cílix (en català també conegut com a cílica, del grec κύλιξ, 'copa') és una copa per a beure vi, amb un cos relativament poc profund i ample, aixecat sobre un peu i amb dues nanses disposades simètricament.
El cercle d'interior gairebé pla sobre la base d'interior de la copa, anomenat tondo, va ser la superfície principal per a la decoració pintada en els cílix de figures negres o de figures vermelles dels segles vi i v aC.
Com les representacions estaven cobertes de vi, les escenes només es revelaven per etapes quan el vi s'exhauria. Van ser sovint dissenyats amb això al cap, amb escenes creades amb el propòsit que sorprenguessin el bevedor en quedar al descobert. Com el principal ús del cílix era en els simpòsiums, sovint es decoraven amb escenes divertides, romàntiques, o de naturalesa sexual, que es feien visibles quan l'assistent es bevia la copa. Dionís, el déu del vi, i els seus sàtirs n'eren temes corrents.
També es representaven escenes d'amor, sexe o orgies. La forma del cílix permetia al bevedor beure mentre estava recolzat, com es feia en els simposis. En aquest mateix context dels simposis, aquesta mena de copa es feia servir també per a jugar al joc del còtabos.
A Catalunya, s'hi conserva un exemplar a la Biblioteca Museu Víctor Balaguer de Vilanova i la Geltrú, trobat al poblat ibèric de Darró per Joan Bellmunt i Poblet el 1965. És un cílix
grec de peu baix, o copa grega àtica amb dues nanses planes, de ceràmica de vernís negre, dels segles V-IV aC. Tipològicament,
és un Lamboglia
42A / Morel 4271. Núm. inventari
3220 B.M.V.B.